# Pęczniew
Pęczniew is een dorp in de Poolse woiwodschap Łódź. De plaats maakt deel uit van de gemeente Pęczniew en telt 830 inwoners.